# Phase finale de la Coupe de la confédération 2020-2021
Pour un article plus général, voir Coupe de la confédération 2020-2021.
La phase finale de l'édition 2020-2021 de la Coupe de la confédération commence le 16 mai 2021 avec la phase aller des quarts de finale et se termine le 10 juillet 2021 avec la finale au Stade de l’Amitié Général Mathieu Kérékou, Cotonou afin de décider du vainqueur de la compétition.
La compétition devait initialement se dérouler du 7 août 2020 au 23 mai 2021 mais est reportée en raison de la pandémie de Covid-19 du 27 novembre 2020 au 10 juillet 2021. Les rencontres se déroulent à huis clos.

## Calendrier
Le tirage au sort des quarts de finale a eu lieu le 30 avril 2021, au siège de la CAF à Le Caire, Egypte.
| Phase            | Tirage au sort | Date aller      | Date retour     | Équipes participantes |
| ---------------- | -------------- | --------------- | --------------- | --------------------- |
| Quarts de finale | 30 avril 2021  | 16 mai 2021     | 23 mai 2021     | 8                     |
| Demi-finales     | 30 avril 2021  | 20 juin 2021    | 27 juin 2021    | 4                     |
| Finale           | 30 avril 2021  | 10 juillet 2021 | 10 juillet 2021 | 2                     |

## Phase à élimination directe

### Qualification et tirage au sort
Les quatre premiers et les quatre deuxièmes de chaque groupe participent à la phase finale, qui débute par les quarts de finale. En cas d'égalité entre deux ou plusieurs équipes, le classement est déterminé d'abord par la différence de points particulière entre les équipes à égalité puis la différence de buts particulière. Les premiers 
sont têtes de série et reçoivent pour le match retour contrairement aux deuxièmes. La date du tirage au sort sera communiquée ultérieurement.
| Groupe | 1er du groupe - Tête de série | 2e du groupe - Non-tête de série |
| ------ | ----------------------------- | -------------------------------- |
| A      | Enyimba                       | Orlando Pirates                  |
| B      | JS Kabylie                    | Coton Sport                      |
| C      | ASC Jaraaf                    | CS Sfaxien                       |
| D      | Raja CA                       | Pyramids FC                      |

## Quarts de finale
| Équipe          | Aller | Total  | Retour | Équipe     |
| --------------- | ----- | ------ | ------ | ---------- |
| CS Sfaxien      | 0 - 1 | 1 - 2  | 1 - 1  | JS Kabylie |
| Orlando Pirates | 1 - 1 | 1 - 5  | 0 - 4  | Raja CA    |
| Pyramids FC     | 4 - 1 | 5 - 2  | 1 - 1  | Enyimba    |
| Coton Sport     | 1 - 0 | 2e - 2 | 1 - 2  | ASC Jaraaf |

| Match aller       | CS Sfaxien | 0 - 1   | JS Kabylie          | Stade Taïeb-Mehiri, Sfax                                        |                                                                 |
| 16 mai 2021 17:00 |            | (0 - 0) | 61e (pen.) Bensayah | Spectateurs : huis clos (Covid−19) Arbitrage : Mahmoud El Banna | Spectateurs : huis clos (Covid−19) Arbitrage : Mahmoud El Banna |
| 16 mai 2021 17:00 | Rapport    |         |                     | Spectateurs : huis clos (Covid−19) Arbitrage : Mahmoud El Banna | Spectateurs : huis clos (Covid−19) Arbitrage : Mahmoud El Banna |

| Match retour      | JS Kabylie          | 1 - 1   | CS Sfaxien       | Stade du 1er-Novembre-1954, Tizi Ouzou                        |                                                               |
| 23 mai 2021 17:00 | Bensayah 39e (pen.) | (1 - 0) | 82e (pen.) Harzi | Spectateurs : huis clos (Covid−19) Arbitrage : Rédouane Jiyed | Spectateurs : huis clos (Covid−19) Arbitrage : Rédouane Jiyed |
| 23 mai 2021 17:00 | Rapport             |         |                  | Spectateurs : huis clos (Covid−19) Arbitrage : Rédouane Jiyed | Spectateurs : huis clos (Covid−19) Arbitrage : Rédouane Jiyed |

| Match aller       | Orlando Pirates | 1 - 1   | Raja CA     | Orlando Stadium, Orlando                                    |                                                             |
| 16 mai 2021 15:00 | Pule 39e        | (1 - 0) | 60e Malango | Spectateurs : huis clos (Covid−19) Arbitrage : Peter Waweru | Spectateurs : huis clos (Covid−19) Arbitrage : Peter Waweru |
| 16 mai 2021 15:00 | Rapport         |         |             | Spectateurs : huis clos (Covid−19) Arbitrage : Peter Waweru | Spectateurs : huis clos (Covid−19) Arbitrage : Peter Waweru |

| Match retour      | Raja CA                                    | 4 - 0   | Orlando Pirates | Stade Mohammed-V, Casablanca                                    |                                                                 |
| 23 mai 2021 17:00 | Malango 6e 36e · El Wardi 22e · Rahimi 31e | (4 - 0) |                 | Spectateurs : huis clos (Covid−19) Arbitrage : Mustapha Ghorbal | Spectateurs : huis clos (Covid−19) Arbitrage : Mustapha Ghorbal |
| 23 mai 2021 17:00 | Rapport                                    |         |                 | Spectateurs : huis clos (Covid−19) Arbitrage : Mustapha Ghorbal | Spectateurs : huis clos (Covid−19) Arbitrage : Mustapha Ghorbal |

| Match aller       | Pyramids FC                              | 4 - 1   | Enyimba    | Stade du 30 Juin, Le Caire                                  |                                                             |
| 16 mai 2021 18:00 | Ramadan 15e · El Said 49e · Adel 58e 67e | (1 - 1) | 1re Mbaoma | Spectateurs : huis clos (Covid−19) Arbitrage : Victor Gomes | Spectateurs : huis clos (Covid−19) Arbitrage : Victor Gomes |
| 16 mai 2021 18:00 | Rapport                                  |         |            | Spectateurs : huis clos (Covid−19) Arbitrage : Victor Gomes | Spectateurs : huis clos (Covid−19) Arbitrage : Victor Gomes |

| Match retour      | Enyimba    | 1 - 1   | Pyramids FC | Enyimba International Stadium, Aba                         |                                                            |
| 23 mai 2021 13:00 | Iwuala 40e | (1 - 1) | Adel 32e    | Spectateurs : huis clos (Covid−19) Arbitrage : Sadok Selmi | Spectateurs : huis clos (Covid−19) Arbitrage : Sadok Selmi |
| 23 mai 2021 13:00 | Rapport    |         |             | Spectateurs : huis clos (Covid−19) Arbitrage : Sadok Selmi | Spectateurs : huis clos (Covid−19) Arbitrage : Sadok Selmi |

| Match aller       | Coton Sport | 1 - 0   | ASC Jaraaf | Stade Roumdé Adjia, Garoua                                        |                                                                   |
| 16 mai 2021 14:00 | Araina 89e  | (0 - 0) |            | Spectateurs : huis clos (Covid−19) Arbitrage : Eric Otogo-Castane | Spectateurs : huis clos (Covid−19) Arbitrage : Eric Otogo-Castane |
| 16 mai 2021 14:00 | Rapport     |         |            | Spectateurs : huis clos (Covid−19) Arbitrage : Eric Otogo-Castane | Spectateurs : huis clos (Covid−19) Arbitrage : Eric Otogo-Castane |

| Match retour      | ASC Jaraaf              | 2 - 1   | Coton Sport | Stade Lat-Dior, Thiès                                        |                                                              |
| 23 mai 2021 16:00 | Diène 34e · N'diaye 55e | (1 - 1) | 21e Sanou   | Spectateurs : huis clos (Covid−19) Arbitrage : Boubou Traoré | Spectateurs : huis clos (Covid−19) Arbitrage : Boubou Traoré |
| 23 mai 2021 16:00 | Rapport                 |         |             | Spectateurs : huis clos (Covid−19) Arbitrage : Boubou Traoré | Spectateurs : huis clos (Covid−19) Arbitrage : Boubou Traoré |

## Demi-finales
| Équipe      | Aller | Total             | Retour | Équipe     |
| ----------- | ----- | ----------------- | ------ | ---------- |
| Pyramids FC | 0 - 0 | 0 - 0 (4 - 5 tab) | 0 - 0  | Raja CA    |
| Coton Sport | 1 - 2 | 1 - 5             | 0 - 3  | JS Kabylie |

| Match aller              | Pyramids FC | 0 - 0   | Raja CA | Stade du 30 Juin, Le Caire                                               |                                                                          |
| 20 juin 2021 21:00 UTC+2 |             | (0 - 0) |         | Spectateurs : huis clos (Covid−19) Arbitrage : Pacifique Ndabihawenimana | Spectateurs : huis clos (Covid−19) Arbitrage : Pacifique Ndabihawenimana |
| 20 juin 2021 21:00 UTC+2 | Rapport     |         |         | Spectateurs : huis clos (Covid−19) Arbitrage : Pacifique Ndabihawenimana | Spectateurs : huis clos (Covid−19) Arbitrage : Pacifique Ndabihawenimana |

| Match retour             | Raja CA                                                                       | 0 - 0             | Pyramids FC                                                            | Stade Mohammed-V, Casablanca                                 |                                                              |
| 27 juin 2021 20:00 UTC+1 |                                                                               | (0 - 0)           |                                                                        | Spectateurs : huis clos (Covid−19) Arbitrage : Janny Sikazwe | Spectateurs : huis clos (Covid−19) Arbitrage : Janny Sikazwe |
| 27 juin 2021 20:00 UTC+1 | Rapport                                                                       |                   |                                                                        | Spectateurs : huis clos (Covid−19) Arbitrage : Janny Sikazwe | Spectateurs : huis clos (Covid−19) Arbitrage : Janny Sikazwe |
| 27 juin 2021 20:00 UTC+1 | Rahimi · Malango · Al Warfali · El Wardi · Benhalib · Zrida · Ngoma · Madkour | Tirs au but 5 - 4 | El Said · Ramadan · Wadi · Samy · Farouk (en) · Galal · Tawfik · Hamdy | Spectateurs : huis clos (Covid−19) Arbitrage : Janny Sikazwe | Spectateurs : huis clos (Covid−19) Arbitrage : Janny Sikazwe |

| Match aller              | Coton Sport | 1 - 2   | JS Kabylie                      | Stade Roumdé Adjia, Garoua                               |                                                          |
| 20 juin 2021 17:00 UTC+1 | Araina 29e  | (1 - 1) | 45+2e Kerroum · 62e (csc) Etame | Spectateurs : huis clos (Covid−19) Arbitrage : Amin Omar | Spectateurs : huis clos (Covid−19) Arbitrage : Amin Omar |
| 20 juin 2021 17:00 UTC+1 | Rapport     |         |                                 | Spectateurs : huis clos (Covid−19) Arbitrage : Amin Omar | Spectateurs : huis clos (Covid−19) Arbitrage : Amin Omar |

| Match retour             | JS Kabylie                            | 3 - 0   | Coton Sport | Stade du 5-Juillet-1962, Alger                             |                                                            |
| 27 juin 2021 20:00 UTC+1 | Boulahia 6e 45+1e · Souyad 37e (pen.) | (3 - 0) |             | Spectateurs : huis clos (Covid−19) Arbitrage : Sadok Selmi | Spectateurs : huis clos (Covid−19) Arbitrage : Sadok Selmi |
| 27 juin 2021 20:00 UTC+1 | Rapport                               |         |             | Spectateurs : huis clos (Covid−19) Arbitrage : Sadok Selmi | Spectateurs : huis clos (Covid−19) Arbitrage : Sadok Selmi |

## Finale
Lors de cette rencontre, la première entre le Raja Casablanca et la JS Kabylie en Coupe de la CAF, les Rajaouis sont vite entrés dans le match maintenant la pression sur l’équipe adverse. Dès la 5e minute, Sofiane Rahimi profite d’une passe de Omar El Arjoune et met le ballon au fond des filets. L’arbitre de la rencontre, le Sud-africain Victor Gomes annule le but dans un premier temps pour hors-jeu, avant de le valider après consultation de la VAR.
Cinq minutes plus tard, Mahmoud Benhalib rate une frappe de la tête. Les Algériens tentent ensuite  de monopoliser le jeu en vain. À la 14e minute, Ben Malango, à la réception d’une passe latérale de Oussama Soukhane, inscrit le deuxième but du Raja d’une puissante frappe à ras de terre du pied gauche.
À la 46e minute, Zakaria Boulahia profite d’un relâchement de la défense rajaouie et réduit le score. Les Algériens se sont procuré, par la suite, plusieurs occasions de but et ont essayé en vain d'égaliser. La tâche du club casablancais devient plus ardue quand à la 63e minute après une faute sur Juba Oukaci, Omar Arjoune est expulsé. Dix minutes plus tard, Ben Malango échoue à inscrire le but décisif, après une passe de Mohamed Zrida.
Le Raja Casablanca termine la compétition invaincu en onze matchs disputés avec également la meilleure attaque et la meilleure défense.
| Raja CA ·      |                          |  |
| Titulaires :   |                          |  |
|                |                          |  |
| 01             | Anas Zniti               |  |
| 24             | Marouane Hadhoudi        |  |
| 15             | Ilias Haddad             |  |
| 29             | Abdelilah Madkour        |  |
| 27             | Oussama Soukhane         |  |
| 16             | Omar Arjoune             |  |
| 17             | Zakaria El Wardi         |  |
| 10             | Mahmoud Benhalib 58e     |  |
| 18             | Abdelilah Hafidi 71e     |  |
| 21             | Soufiane Rahimi 90+1e    |  |
| 28             | Ben Malango 90+1e        |  |
|                |                          |  |
| Remplaçants :  |                          |  |
| 22             | Mohamed Bouamira         |  |
| 03             | Mohamed Souboul          |  |
| 20             | Abdeljalil Jbira         |  |
| 06             | Fabrice Ngoma 71e        |  |
| 19             | Mohamed Zrida 58e        |  |
| 23             | Mohamed Al Makaazi 90+1e |  |
| 26             | Riad Idbouiguiguine      |  |
| 14             | Zakaria Habti            |  |
| 30             | Ayoub Nanah 90+1e        |  |
|                |                          |  |
| Entraîneur :   |                          |  |
| Lassaad Chabbi |                          |  |

| JS Kabylie ·  |                      |  |
| Titulaires :  |                      |  |
|               |                      |  |
| 25            | Oussama Benbot       |  |
| 31            | Ahmed Kerroum        |  |
| 02            | Ahmed Aït Abdesslem  |  |
| 05            | Badreddine Souyad    |  |
| 22            | Walid Bencherifa     |  |
| 13            | Aziz Benabdi         |  |
| 08            | Juba Oukaci 69e      |  |
| 21            | Malik Raiah 46e      |  |
| 07            | Mohamed Benchaira    |  |
| 17            | Rédha Bensayah 76e   |  |
| 09            | Zakaria Boulahia 76e |  |
|               |                      |  |
| Remplaçants : |                      |  |
| 01            | Mohamed Idir Hadid   |  |
| 03            | Abdelmoumen Chikhi   |  |
| 04            | Bilal Tizi Bouali    |  |
| 37            | Fares Djabri         |  |
| 06            | Ammar El Orfi        |  |
| 14            | Abdussalam Tubal 76e |  |
| 38            | Kouceila Boualia 69e |  |
| 11            | Rezki Hamroune 46e   |  |
| 34            | Massinissa Nezla 76e |  |
|               |                      |  |
| Entraîneur :  |                      |  |
| Denis Lavagne |                      |  |

| Raja CA ·      |                          |  |
| Titulaires :   |                          |  |
|                |                          |  |
| 01             | Anas Zniti               |  |
| 24             | Marouane Hadhoudi        |  |
| 15             | Ilias Haddad             |  |
| 29             | Abdelilah Madkour        |  |
| 27             | Oussama Soukhane         |  |
| 16             | Omar Arjoune             |  |
| 17             | Zakaria El Wardi         |  |
| 10             | Mahmoud Benhalib 58e     |  |
| 18             | Abdelilah Hafidi 71e     |  |
| 21             | Soufiane Rahimi 90+1e    |  |
| 28             | Ben Malango 90+1e        |  |
|                |                          |  |
| Remplaçants :  |                          |  |
| 22             | Mohamed Bouamira         |  |
| 03             | Mohamed Souboul          |  |
| 20             | Abdeljalil Jbira         |  |
| 06             | Fabrice Ngoma 71e        |  |
| 19             | Mohamed Zrida 58e        |  |
| 23             | Mohamed Al Makaazi 90+1e |  |
| 26             | Riad Idbouiguiguine      |  |
| 14             | Zakaria Habti            |  |
| 30             | Ayoub Nanah 90+1e        |  |
|                |                          |  |
| Entraîneur :   |                          |  |
| Lassaad Chabbi |                          |  |

| JS Kabylie ·  |                      |  |
| Titulaires :  |                      |  |
|               |                      |  |
| 25            | Oussama Benbot       |  |
| 31            | Ahmed Kerroum        |  |
| 02            | Ahmed Aït Abdesslem  |  |
| 05            | Badreddine Souyad    |  |
| 22            | Walid Bencherifa     |  |
| 13            | Aziz Benabdi         |  |
| 08            | Juba Oukaci 69e      |  |
| 21            | Malik Raiah 46e      |  |
| 07            | Mohamed Benchaira    |  |
| 17            | Rédha Bensayah 76e   |  |
| 09            | Zakaria Boulahia 76e |  |
|               |                      |  |
| Remplaçants : |                      |  |
| 01            | Mohamed Idir Hadid   |  |
| 03            | Abdelmoumen Chikhi   |  |
| 04            | Bilal Tizi Bouali    |  |
| 37            | Fares Djabri         |  |
| 06            | Ammar El Orfi        |  |
| 14            | Abdussalam Tubal 76e |  |
| 38            | Kouceila Boualia 69e |  |
| 11            | Rezki Hamroune 46e   |  |
| 34            | Massinissa Nezla 76e |  |
|               |                      |  |
| Entraîneur :  |                      |  |
| Denis Lavagne |                      |  |

## Tableau final
|  | Quarts de finale | Quarts de finale | Quarts de finale | Quarts de finale |             |             | Demi-finales | Demi-finales | Demi-finales | Demi-finales |  |  | Finale | Finale | Finale | Finale |
|  |                  |                  |                  |                  |             |             |              |              |              |              |  |  |        |        |        |        |
|  |                  |                  |                  |                  |             |             |              |              |              |              |  |  |        |        |        |        |
|  |                  |                  |                  |                  |             |             |              |              |              |              |  |  |        |        |        |        |
|  | Pyramids FC      | Pyramids FC      | 4                | 1                |             |             |              |              |              |              |  |  |        |        |        |        |
|  | Pyramids FC      | Pyramids FC      | 4                | 1                |             |             |              |              |              |              |  |  |        |        |        |        |
|  | Enyimba          | Enyimba          | 1                | 1                |             |             |              |              |              |              |  |  |        |        |        |        |
|  | Enyimba          | Enyimba          | 1                | 1                | Pyramids FC | Pyramids FC | 0            | 0 (4)        |              |              |  |  |        |        |        |        |
|  |                  |                  |                  |                  | Pyramids FC | Pyramids FC | 0            | 0 (4)        |              |              |  |  |        |        |        |        |
|  |                  |                  | Raja CA          | Raja CA          | 0           | 0 (5)       |              |              |              |              |  |  |        |        |        |        |
|  | Orlando Pirates  | Orlando Pirates  | Raja CA          | Raja CA          | 0           | 0 (5)       | 1            | 0            |              |              |  |  |        |        |        |        |
|  | Orlando Pirates  | Orlando Pirates  |                  |                  |             |             |              | 0            |              |              |  |  |        |        |        |        |
|  | Raja CA          | Raja CA          | 1                | 4                |             |             |              |              |              |              |  |  |        |        |        |        |
|  | Raja CA          | Raja CA          | 1                | 4                | Raja CA     | Raja CA     | 2            | 2            |              |              |  |  |        |        |        |        |
|  |                  |                  |                  |                  | Raja CA     | Raja CA     | 2            | 2            |              |              |  |  |        |        |        |        |
|  |                  |                  | JS Kabylie       | JS Kabylie       | 1           | 1           |              |              |              |              |  |  |        |        |        |        |
|  | Coton Sport      | Coton Sport      | JS Kabylie       | JS Kabylie       | 1           | 1           | 1            | 1            |              |              |  |  |        |        |        |        |
|  | Coton Sport      | Coton Sport      |                  |                  |             |             |              |              |              |              |  |  |        |        |        |        |
|  | ASC Jaraaf       | ASC Jaraaf       | 0                | 2                |             |             |              |              |              |              |  |  |        |        |        |        |
|  | ASC Jaraaf       | ASC Jaraaf       | 0                | 2                | Coton Sport | Coton Sport | 1            | 0            |              |              |  |  |        |        |        |        |
|  |                  |                  |                  |                  | Coton Sport | Coton Sport | 1            | 0            |              |              |  |  |        |        |        |        |
|  |                  |                  | JS Kabylie       | JS Kabylie       | 2           | 3           |              |              |              |              |  |  |        |        |        |        |
|  | CS Sfaxien       | CS Sfaxien       | JS Kabylie       | JS Kabylie       | 2           | 3           | 0            | 1            |              |              |  |  |        |        |        |        |
|  | CS Sfaxien       | CS Sfaxien       |                  |                  |             |             |              | 1            |              |              |  |  |        |        |        |        |
|  | JS Kabylie       | JS Kabylie       | 1                | 1                |             |             |              |              |              |              |  |  |        |        |        |        |
|  | JS Kabylie       | JS Kabylie       | 1                | 1                |             |             |              |              |              |              |  |  |        |        |        |        |
|  |                  |                  |                  |                  |             |             |              |              |              |              |  |  |        |        |        |        |